# Primera Air
Primera Air er et tidligere luftfartsselskab, der blev etableret i Island i 2003 under navnet JetX. Selskabet var oprindeligt ejet af Primera Travel Group (som omfatter Solresor, Bravo Tours, Lomamatkat, Heimsferðir og Solia). Selskabet flyttede senere hovedkontoret fra Island til Letland. Flyene var for det meste udstationeret i en række skandinaviske lufthavne.
Ud over Island, havde Primera Air en afdeling i Danmark, oprettet i 2009 som selvstændigt selskab under det danske centrale virksomhedsregister (CVR), kaldet Primera Air Scandinavia. Dette havde adresse på Amager tæt ved Københavns Lufthavn, Kastrup.
Selskabet fløj primært charterflyvninger Ved midnat den 1. oktober 2018 ophørte flyvningerne for Primera Air, og selskabet indgav konkursbegæring.

## Historie
Luftfartsselskabet blev etableret i 2003 som ”JetX” i Island, med base i den italienske by Forli. De første fly var MD80'ere, oprindeligt fra tidligere Swissair. Flyene blev opereret af SAS besætninger (som fritidsarbejde), og hvor det opererede under en islandsk driftstilladelse (AOC). I 2008 overtog Primera Travel Group luftfartsselskabet og omdøbte det til Primera Air. Samtidig blev Jón Karl Ólafsson udnævnt til ny CEO for Primera Air Scandinavia, som havde hovedkvarter i København i Danmark. I juli 2014 transporterede Primera Air 155.000 passagerer på 1006 flyvninger med en gennemsnitlig sædebelægning på 91 %.

I august 2014 annoncerede Primera Air etableringen af et nyt flyselskab - Primera Air Nordic - i Letland, som skulle fungere parallelt med Primera Air Scandinavia. Samtidig åbnede man et nyt netværkskontrolcenter i Riga til at stå for driften af luftfartsselskabet med fokus på at fortsætte vækst og ekspansion på nye markeder uden for Skandinavien. Samtidig med åbningen af det nye kontrolcenter blev direktør Hrafn Thorgeirsson udpeget som ny CEO for både Primera Air Scandinavia og Primera Air Nordic.

I 2015 opererede Primera Air med 8 fly og havde en omsætning på 250 mio USD med en resultat på mere end 5,2 mio euro i samlet resultat før skatter (EBITDA). I løbet af de første 8 måneder af 2016 tjente luftfartsselskabet 4 mio euro og med et forventet resultat ved årets afslutning på 7,6 mio euro. Primera Air var på dette tidspunkt et dansk-lettisk luftfartsselskab med islandske ejere.

## Forretningsmodel
Til at begynde med beskæftigede Primera Air sig med charterflyvninger for de store skandinaviske rejsearrangører, men lidt efter lidt begyndt man i 2013 at sælge de overskydende sæder som ’kun fly”-billetter på visse udvalgte charterflyvninger. Den fortsatte succes gjorde det muligt for Primera Air at øge både antallet af ruter og hyppigheden af afgange, hvilket resulterede i en forretningsmodel baseret på en blanding af charter-/ruteflyvninger.

## Destinationer
Generelt opererede Primera Air flyvninger tur-retur fra virksomhedens skandinaviske knudepunkter til populære feriedestinationer langs den europæiske Middelhavskyst, De Kanariske Øer, Azorerne, Madeira, Bulgarien og Tyrkiet samt kundetilpassede charterflyvninger.

Udvalget af rejsemål for ruteflyvningerne blev gradvist øget efter introduktionen i 2013. Imod slutningen af 2014 lancerede Primera Air 10 nye vinter- og sommerdestinationer direkte fra Island, nemlig, Las Palmas, Tenerife, Alicante, Salzburg, Malaga, Mallorca og Barcelona, Bologna, Kreta og Bodrum. 
Den 26. oktober 2016 startede Primera Air med ugentlige flyvninger fra Göteborg og Malmö til Dubai (Al Maktoum) og Tenerife, fra Helsinki til Fuerteventura og Las Palmas. Den 16. november åbnede selskabet en ny rute fra Keflavik til New York (JFK) efter at have opnået tilladelse til at flyve til destinationer i USA. Senere samme år startede selskabet fire nye ugentlige ruter: Aalborg-Las Palmas, København-Billund-Lanzarote, Aarhus-Tenerife og Aalborg-Fuerteventura.

I 2015 indgik Primera Air aftaler til en værdi af 30 mio euro med adskillige førende rejsebureauer i Frankrig med henblik på at varetage en række flyvninger med to fly fra Charles de Gaulle Airport til populære sommerferiedestinationer.

I februar 2017 blev destinationerne Dubrovnik og Pula i Kroatien føjet til den liste af flydestinationer.
 
I begyndelsen af maj 2016 begyndte selskabet ruteflyvninger fra Billund til Nice og Venedig. Kort tid efter kom også flyvninger til Antalya. Senere samme år annoncerede Primera Air flere og hyppigere afgange til både eksisterende og nye destinationer (Milano og Rom) fra Stockholm for sommersæsonen 2017. Senere samme år blev destinationerne Trieste, Almería og Lamezia Terme føjet til den liste af flydestinationer.
Den 1. oktober 2018 indstillede selskabet alle flyvninger og gik konkurs. 

## Flåde
Primera Air Scandinavia’s flåde bestod pr. januar 2017 af følgende fly:

## Primera Air i medierne
Den 4. november 2009, tidligt om morgenen, blev 15 afviste irakiske asylansøgere sendt ud af landet fra Roskilde Lufthavn. Hjemsendelsen skete under megen hemmelighedskræmmeri, da myndighederne ville undgå protestaktioner, som det var sket ved tidligere lejligheder. Primera Air stod for denne flyvning.
- Ekstrabladets artikel

I foråret 2010 skulle Primera Air have fløjet danske soldater hjem fra Afghanistan, men måtte opgive på grund af problemer med overflyvningsrettigheder af Aserbajdsjan og Usbekistan, og var nødt til at vende tilbage.
- Politikens artikel

## Hændelser
- Den 10. juli 2009 blev en Primera Air Boeing 737-700 med registreringsnummeret TF-JXG, der udførte flyvningen PF-362 fra Zakinthos (Grækenland) til Dublin (Irland) med 153 passagerer og 6 besætningsmedlemmer, eskorteret af to italienske kampfly til Rome Fiumicino Lufthavn (Italien), efter at besætningen havde anmodet om nødlandingstilladelse på grund af et teknisk problem. Primera Air oplyste, at besætningen havde registreret tegn på, at slats ikke befandt sig i den korrekte position. Dette fik besætningen til at ændre ruten, så man kunne nå en lufthavn, hvor landingsbanen var tilstrækkeligt lang til en landing med slats’ene oppe, hvilket var tilfældet netop med Fiumicino. Napoli kunne ikke komme på tale på grund af terrænet omkring lufthavnen og landingsbanens længde. Flyet landede sikkert på landingsbane 16L, og nødsituationen blev afblæst 19 minutter efter landingen.[21]
- Den 28. februar 2016 blev en Primera Air Boeing 737-800 på vej fra Tenerife til Stockholm tvunget til at nødlande i Nantes, Frankrig efter et motorproblem under selve flyvningen. I henhold til pilotens rapport hørte besætningen en unormal lyd fra den ene af motorerne, hvorefter der også gik ild i en motor. En passager oplyste også at have set ild fra en af motorerne. Flyet blev bragt til en sikker landing i lufthavnen i Nantes, da det var den nærmeste, og alle passagerer og hele besætningen blev bragt til hoteller for natten. Ifølge en talsperson fra Primera Air er ”årsagen til det tekniske problem ved at blive undersøgt af vores tekniske eksperter i samarbejde med motorfabrikanten CFM."[22][23]